# Francis Cabrel

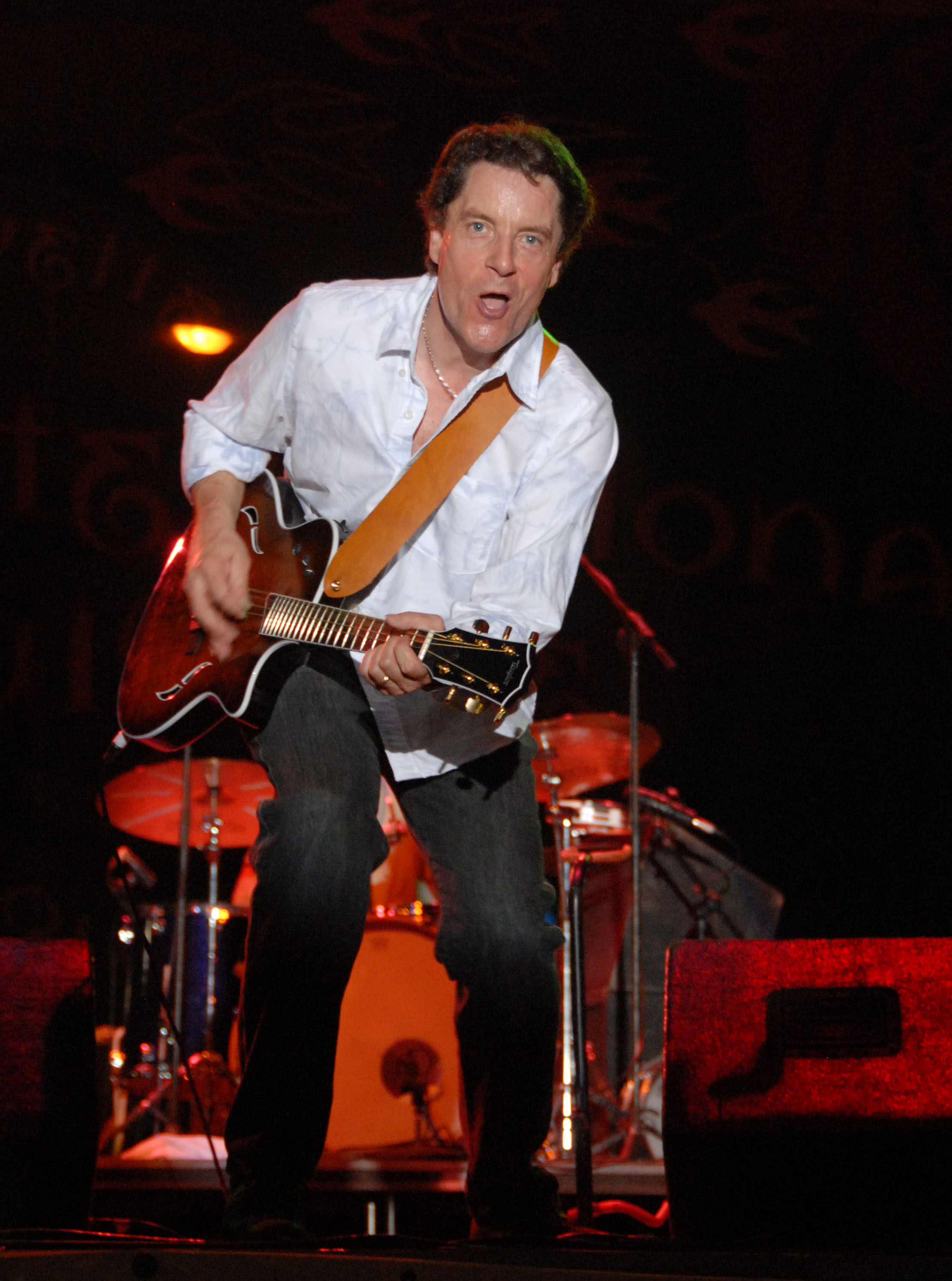
Francis Cabrel.

Francis Cabrel (n. 23 noiembrie 1953, Agen, Aquitaine, Franța) este un cântăreț și chitarist francez.
Influențat puternic de către Bob Dylan, a realizat o serie de albume care se încadrează în general în genul muzicii folk, cu incursiuni ocazionale în blues sau muzică country. Câteva dintre cântecele sale, precum "L'encre de tes yeux" și "Petite Marie" au devenit deja clasice ale muzicii franceze. Altele, precum "C'était l'hiver", despre sinuciderea unei tinere, au fost preluate de alți artiști, precum Isabelle Boulay, din Canada.

## Biografie
S-a născut într-o familie modestă, tatăl său fiind funcționar, în timp ce mama sa era casieră. Are o soră, Martine, și un frate, Philippe. Bunicul său patern, Prospero Cabrel, a emigrat în Gasconia din regiunea Friuli, Italia, în anii 1920 împreună cu soția sa și cei șase copii. Mama lui Cabrel, Denise Nin, s-a născut în Gasconia într-o familie italiană, care de asemenea venise din Friuli. Numele original de familie, Cabrelli, fusese abandonat încă din anii 1700.
Exmatriculat din liceul din Agen pentru indisciplină, Cabrel a început să muncească într-un atelier de pantofi, în timp ce cânta cu alți tineri într-un grup numit "Ray Frank and Jazzmen," cunoscut mai târziu sub denumirea "les Gaulois", deoarece toți membrii grupului purtau mustață
În anul 1974 a luat parte într-un concurs de muzică organizat de Sud Radio și desfășurat în fața unui juriu din care făceau parte Daniel și Richard Seff. Cu propriul său cântec, "Petite Marie", dedicat soției sale Mariette, a câștigat concursul și a semnat un contract record cu casa de discuri CBS.

## Discografie

### Albume de studio
- Francis Cabrel (Les Murs De Poussière) (1977, CBS)
- Les chemins de traverse (1979, CBS)
- Fragile (1980, CBS)
- Carte Postale (1981, CBS)
- Quelqu'un de l'intérieur (1983, CBS)
- Photos de voyages (1985, CBS)
- Sarbacane (1989, CBS)
- Samedi soir sur la terre (1994, Columbia)
- Hors-saison (1999, Columbia)
- Les beaux dégâts (2004, Columbia)
- Des roses et des orties (2008/03/31, Columbia)
- Vise le ciel (2012)
- In extremis (2015)
- À l'aube revenant (2020)

### Albume în concert
- Cabrel Public (1984, CBS)
- D'une ombre à l'Autre (1991, Columbia)
- Double tour (Électrique & acoustique) (2000, Columbia, 3 CD-uri)
- La tournée des bodegas (2005, Columbia)

### Compilații
- Cabrel 77-87 (1987, CBS)
- L'Essentiel 1977-2007 (2007, Chandelle Production)
- Lo Mejor de los Mejores (1994, Sony Music, Special Marketing)